# Melolontha malaccensis
Melolontha malaccensis är en skalbaggsart som beskrevs av Moser 1913. Melolontha malaccensis ingår i släktet Melolontha och familjen Melolonthidae. Inga underarter finns listade i Catalogue of Life.